# زلزال إيكويكو 1877
زلزال إيكويكو 1877 هو زلزالٌ وقعَ في إيكويكو في تشيلي بتاريخ 1877.